# Dacnusa sasakawai
Dacnusa sasakawai är en stekelart som beskrevs av Hajimu Takada 1977. Dacnusa sasakawai ingår i släktet Dacnusa och familjen bracksteklar. Inga underarter finns listade i Catalogue of Life.